# Дани Алвес
Даниел Алвес да Силва (на португалски: Daniel Alves da Silva), по-известен като Дани Алвес, е бивш бразилски футболист, Роден е на 6 май 1983 г. в Жуазейро.

## Състезателна кариера
През сезон 2002 – 03, е привлечен под наем в Севиля от Витория Баия. През 2003 г. Алвес играе на световното за младежи до 20 г., където впечатлява с изявите си, а Бразилия печели турнира. Обявен е за третия най-добър състезател на турнира, а след това, Севиля предприема ход за откупуване на състезателните му права.
През декември 2006, подписва нов договор със Севиля, в който се обвързва с клуба до 2012. Следва успешен сезон 2006 – 07, в който Алвес взима участие в 47 мача и отбелязва 5 гола. Играе във всеки един мач за Севиля от турнира за Купата на УЕФА, при спечелването на трофея.
При престоя си в Испания той придобива испанско гражданство, като по този начин освобождава масто за друг състезател от страна извън ЕС.
На 1 август 2007 година, в интервю пред спортния канал SporTV, бразилският футболист обявява намерението си да напусне Севиля в посока на някой европейски гранд. По-късно повтаря желанието си и пред испанския вестник „Marca“, като заявява, че е поласкан от интереса на Челси, и че никога няма да пропусне подобна възможност. На 8 август в интервю за друг спортен канал – Antena 3, Алвеш потвърждава, че със своя агент са били в Англия за преговори с Челси и призовава ръководството на Севиля да обмислят добре офертата на англичаните.
На 16 август 2007, Севиля отхвърли офертата на Челси. Шест дни по-късно отхвърлят още две предложения от Челси за бразилеца. Разочаровани от нежеланието на испанците да се разделят със своята „перла“, Челси подписват с друг бразилец Жулиано Белети за много по-ниска цена.
На 2 юли 2008, Алвес се присъединява към Барселона. На пресконференцията при представянето си, бразилецът заявява през сълзи, че Севиля е отборът на сърцето му, защото е дошъл в клуба като момче, а го напуска както мъж и ще се радва някой ден да се присъедини към клуба отново.
Официалната цена по трансфера е € 34 млн., а допълнителни € 6 милиона ще влязат в касата на Севиля, в зависимост от редица фактори за през следващите няколко сезона, като брой изиграни мачове, голове и др. Подписва четиригодишен договор с каталунците, в който е включена клауза за напускане на стойност от € 90 милиона. Това е най-скъпия трансфер до последния ден преди затваряне на летния трансферен прозорец, когато Реал Мадрид продават Робиньо на Манчестър Сити за сумата от € 40 милиона.
На 13 август 2008 г. Алвес прави официалния си дебют за Барселона на европейска сцена в мач срещу Висла Краков от 3-тия кръг на квалификациите на Шампионската лига за 2008 г. На 31 август 2008 г. прави дебют в Примера Дивисион за сезона в мач срещу Нумансия за загубата с 1:0.
За сезон 2013/14, Алвес избира да носи екипа с номер 22, в чест на напусналия по посока Монако Ерик Абидал (преди това французинът е носил номер 22).

## Национален отбор
Алвеш прави дебюта си за Националния отбор на Бразилия влизайки като смяна в приятелски мач срещу Еквадор, игран на 10 октомври 2006 година. Три дни по-късно той прави дебюта си за Бразилия като титуляр в приятелски мач срещу Кувейт. Със „Селесао“ Алвеш участва на Копа Америка 2007, на финала проведен на 15 юли 2007, отбелязва третото попадение срещу Аржентина за успеха с 3:0.

## Отличия
- Баия
  - Campeonato do Nordeste – 2002
- Севиля
  - Купа на УЕФА (2) – 2006, 2007
  - Примера Дивисион – 2007
  - Суперкупа на УЕФА – 2006
  - Суперкупа на Испания – 2007
- Барселона
  - Примера Дивисион (6) – 2009, 2010, 2011, 2013, 2015, 2016
  - Купа на Краля (4) – 2009, 2012, 2015, 2016
  - Суперкупа на Испания (4) – 2009, 2010, 2011, 2013
  - Шампионска лига (3) – 2009, 2011, 2015
  - Суперкупа на Европа (2) – 2009, 2011, 2015
  - Световно клубно първенство (2) – 2009, 2011, 2015
- Ювентус
  - Серия А (1) – 2017
  - Купа на Италия (1) – 2017
- Бразилия
  - Световно първенство за младежи до 20 г. – 2003
  - Копа Америка – 2007
- Индивидуални
  - Най-добър играч в турнира за Купа на УЕФА – 2006[3]
  - Най-добър играч в срещата за Суперкупа на УЕФА – 2006